# Крюковский парк (Кременчуг)
Крюковский парк — парк, расположенный в правобережной части города Кременчуг (Полтавская область, Украина). До 2016 года назывался парком культуры и отдыха Крюковского вагоностроительного завода имени Ивана Фёдоровича Котлова.

## Описание
Парк площадью 4,9 га расположен в правобережной части Кременчуга (Крюковский район), между улиц Академика Герасимовича, Приходько и Ростовской. К парку примыкает стадион «Вагоностроитель», а также дворец культуры имени Котлова.

## История
В 1868 году в Крюков Посад прибыл священник Феодор Петрович Архангельский. В Крюкове у священника родилось девять детей (в том числе Елизавета Фёдоровна, будущая гражданская супруга известного советского педагога Антона Макаренко). Семья владела усадьбой и большим фруктовым садом на Херсонской улице (ныне — улица Приходько). Священник Архангельский умер около 1912 года. В 1919 году, в период власти большевиков, Макаренко добился передачи заброшенного сада Архангельского, а также нескольких соседних садов, школе.

### Советский предвоенный период
В 1925 году в бывшем саду Архангельского был построен рабочий клуб, получивший впоследствии название «клуб имени Котлова». В 1927 году на территории сада рядом с клубом силами рабочих Крюковских вагоноремонтных мастерских был разбит сад: проложены аллеи, построена танцплощадка, установлены скамейки. В 1937 году был построен летний читальный зал, новая танцплощадка, эстрада, центральный вход украшен колоннами, установлена ограда. Парк, как и клуб, принадлежал вагоноремонтным мастерским и был назван в честь Ивана Фёдоровича Котлова, много лет работавшего в мастерских маляром и активно выступавшего за установление советской власти во время революции 1917 года.
В 1938 году была проведена реконструкция сада стоимостью 400 тысяч рублей. Были проложены новые аллеи, усыпанные мелким кирпичным щебнем, установлено 200 скамеек. На центральной аллее было установлено два фонтана. У центрального входа бассейн фонтана имел прямоугольную форму и был украшен гипсовой скульптурой «Девушка с веслом». Второй фонтан с бассейном округлой формы был украшен скульптурой «Грибок» (смотри Фонтаны Кременчуга). Было проведено электрическое освещение, спланированы клумбы, высажено до 3 тысяч деревьев и кустов, а также построен летний крытый театр.

### Период немецкой оккупации
Во время Второй мировой войны, в период немецкой оккупации 1941—1943 годов, парк был практически уничтожен. Древесные насаждения использовались для отопления. На территории парка немецкие власти осуществляли захоронения погибших солдат. Во время отступления тела из могил выкопали и унесли с собой. После освобождения города оставленные могильные ямы повторно использовались для захоронений советских солдат.

### Советский послевоенный период

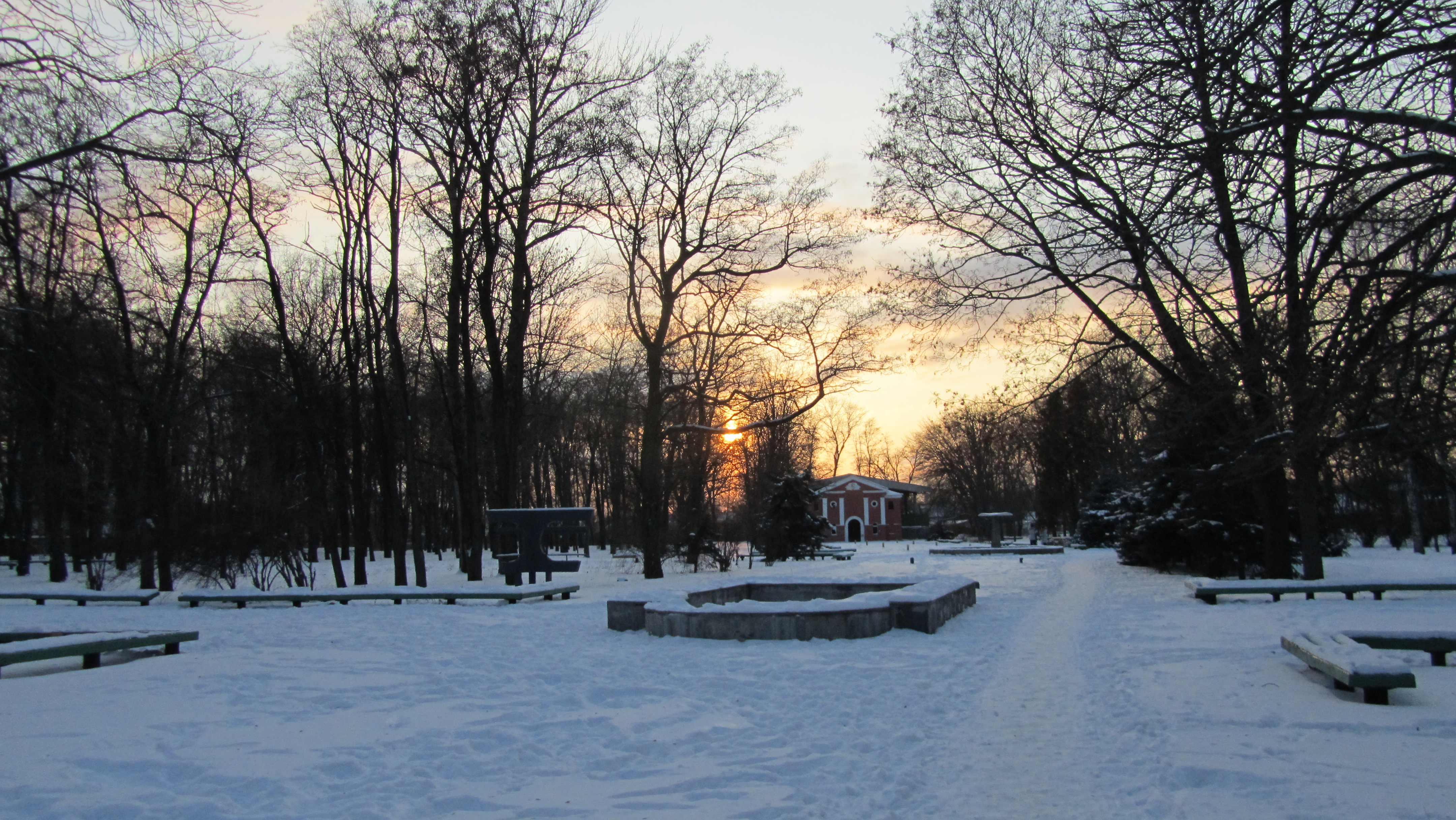
Один из бывших фонтанов в парке в 2011 году

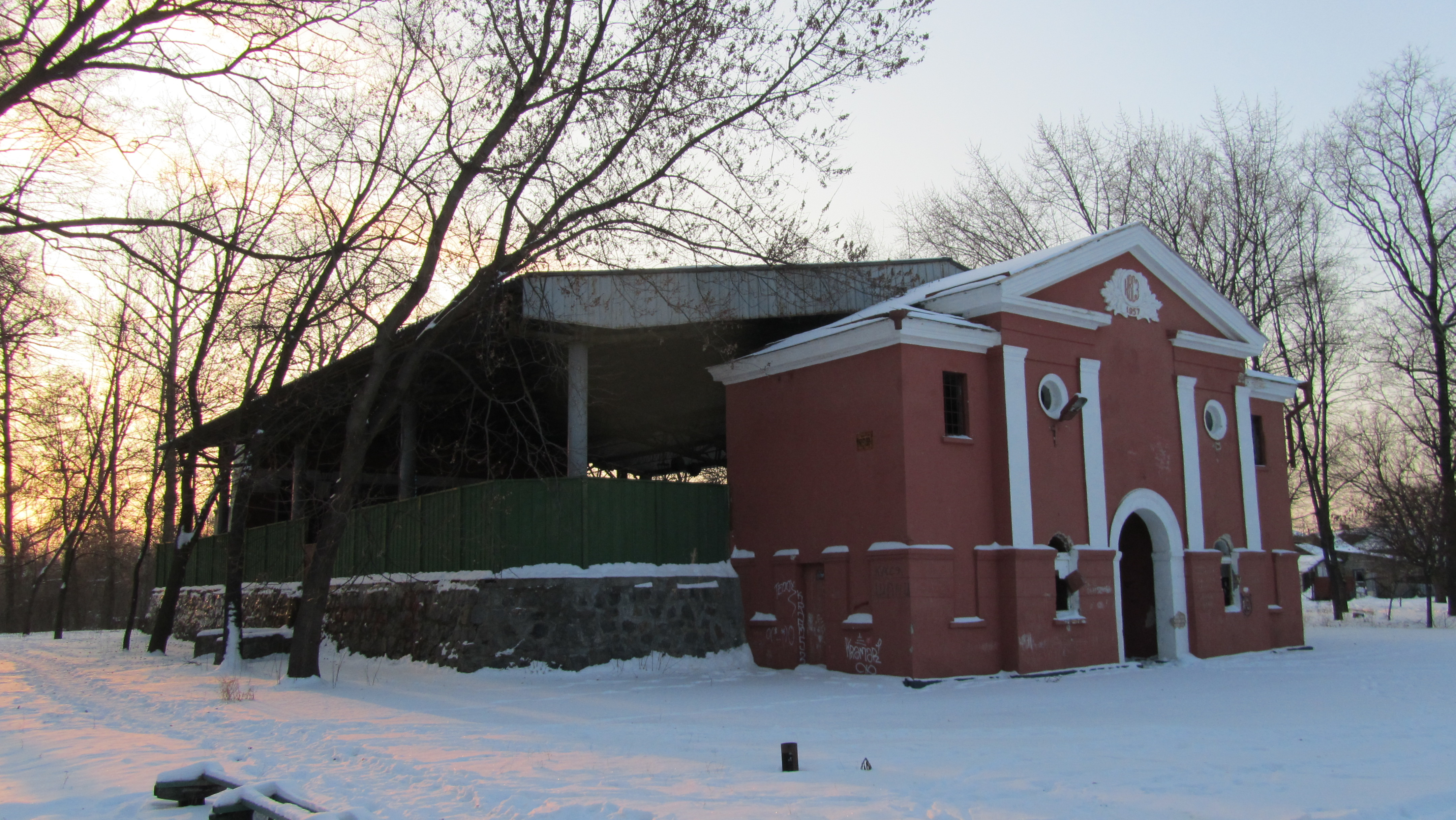
Здание летнего кинотеатра в парке в 2011 году

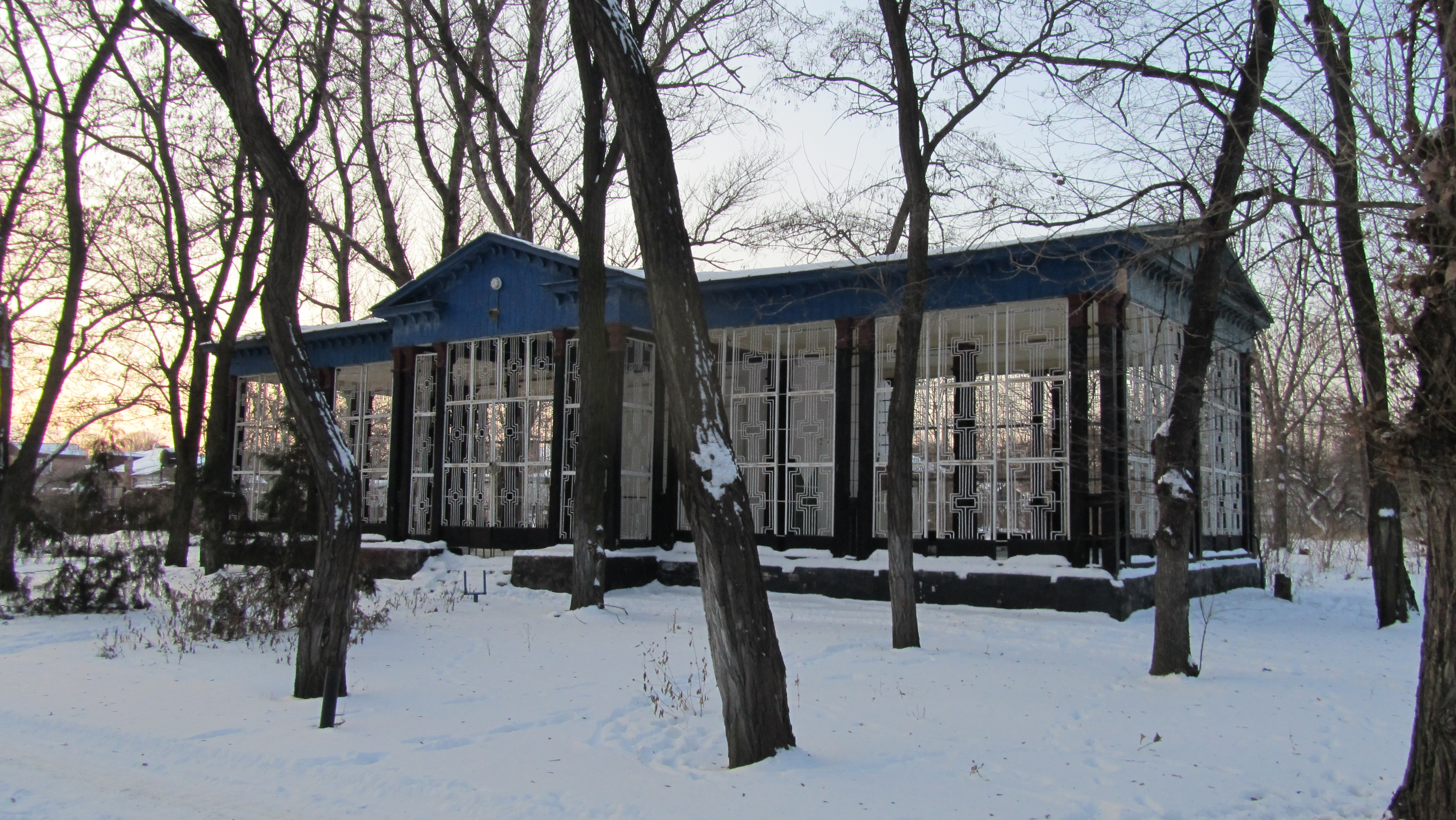
Здание летнего читального зала в парке в 2011 году

После войны, в 1946 году, во время воскресников в парке справа от центрального входа были высажены новые деревья. В марте 1949 года был утвержден проект перепланировки парка, разработанный Харьковским областным проектным бюро. В апреле 1950 года могилы советских солдат были перенесены на Крюковское кладбище. Была установлена капитальная ограда с парадным оформлением главного входа, над которым разместилась вывеска «Парк культуры и отдыха КВСЗ» (КВСЗ — Крюковский вагоностроительный завод, образованный на базе вагоноремонтных мастерских). Проект ограды и входа был разработан архитектором Лемсаном. Вдоль центральной аллеи были установлены памятники Ленину и Сталину. После развенчания культа личности скульптура Сталина была демонтирована, скульптура Ленина была перемещена в начало аллеи (смотри Памятники Кременчуга). Были восстановлены фонтаны, устроены прямоугольные клумбы с каннами, петуниями, астрами. Скульптура на фонтане с прямоугольным бассейном была заменена на мальчика, держащего вертикально рыбу. По бокам фонтан украшали белые вазоны с цветами, аналогичные стояли на перекрестках аллей. В 1960-х скульптура была вновь заменена — на двух мальчиков, играющих водными струями. Центральную аллею перпендикулярно пересекали две боковые. Вдоль аллей была высажена живая изгородь, в нишах были установлены садовые диваны.
В 1956—1957 годах на главной аллее был построен летний театр на 860 мест. В театре проводились кинопоказы и концерты самодеятельности. Краевед Алла Николаевна Лушакова так описывает постройку: «Зрительный зал открыт, входной павильон решен в строгих классических формах, которые перекликаются с архитектурой входа в парк. Главный мотив обработки павильона в нижнем ярусе — арка: арочный проход в зрительный зал повторяется в арочных проемах окон центрального ризалита и ложных арках лицевого фасада. На зрительно утяжеленной горизонтальным рустом нижней части здания поднимается легкая гладь стены, расчлененная пилястрами и украшенная декоративными нишами. Центральный ризалит завершается фронтоном, на ленте внизу дата постройки „1957“». Перед кинотеатром была установлена скульптура «Дружба народов».
Слева от центрального входа и центральной аллеи находилась зона активного отдыха с аттракционами и танцплощадкой с раковиной для оркестра. Справа находилась зона тихого отдыха с летним читальным павильоном и площадкой «Шахматы». Со стороны улицы Котлова (ныне — улица Академика Герасимовича) находилась оранжерея для выращивания рассады для клумб. В конце парка находился пруд, вода из которого использовалась для полива. Со временем пруд заилился и был засыпан. До конца 1970-х годов парк украшали гипсовые скульптуры «Рабочий», «Счастливое детство» и другие.
В 1983 году завершилась очередная реконструкция парка, выполненная силами работников завода. Были выкорчеваны практически все кусты, сняты скульптуры, фонтаны обновлены в «индустриальном» стиле.

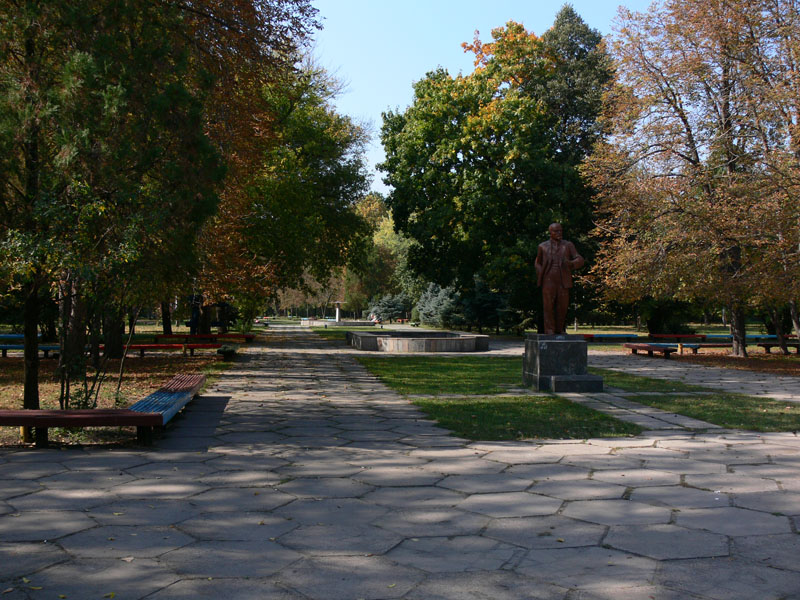
Памятник Ленину на главной аллее парка (демонтирован)

### Парк в независимой Украине
В 1990-х годах были демонтированы аттракционы, остановлены фонтаны, парк начал приходить в упадок. В 2009 году комиссией городского управления культуры было принято решение о демонтаже памятника Ленину, установленного в 1949 году и пришедшему в упадок из-за погодных условий и нападений вандалов.
До 2011 года парк принадлежал Крюковскому вагоностроительному заводу. В 2011 году был передан на содержание КП «Благоустройство Кременчуга». Работники коммунального предприятия высадили саженцы сосны обыкновенный, ели обыкновенной, березы повислой, самшита вечнозеленого, а также можжевельников разных видов и сортов. Существовали планы по восстановлению заброшенных фонтанов и кинотеатра. В 2014 году проводилась комплексная уборка парка.
В 2016 году в рамках декоммунизации изменено название парка, на «Крюковский». Серп и молот на колоннах при входе в парк включены в список объектов, подлежащих демонтажу. Создано коммунальное учреждение культуры и отдыха «Парк Крюковский», объединившее сам парк, сквер Небесной Сотни (также называвшийся до 2016 года сквером имени Котлова) и сквер «Юность».
В 2016 и 2017 годах в парке проводилась уборка в рамках экологический акции.